# هیست‌سایت
هیست‌سایت (به انگلیسی: Histcite) نام نرم‌افزاری است توسط تیم علمی یوجین گارفیلد در مؤسسه تامسون رویترز طراحی شده‌است و برای تحلیل داده‌ها در تحقیقات انجام شده با شیوه‌های علم سنجی و کتاب سنجی به کار می‌رود. این بسته نرم‌افزاری امکان ترسیم ساختار موضوعات مختلف را به محققان علاقه‌مند به میزان گسترش تولیدات علمی در یک حوزه علمی خاص می‌دهد و با استفاده از داده‌های استنادی پایگاه وب آو ساینس نتایج ارزشمندی را در قالب جداول و نمودارهای مختلف با شاخص‌های متعدد، در اختیار پژوهشگران قرار می‌دهد.

این نرم‌افزار که از یک روش داده کاوی بر مبنای تحلیل پیوندهای استنادی بین مدارک مختلف استفاده می‌کند، در نتیجه ارزیابی طولانی مدت نیازهای کاربران پایگاه‌های استنادی به وجود آمده‌است. کتابداران و کاربران نیاز به شناخت آثار مهم در یک رشته یا موضوع خاص نیاز دارند، پژوهشگران نیز به مرور تاریخ علم و ظهور موضوعات جدید علاقه‌مندند، هیست سایت می‌تواند پاسخگوی نیاز هر دو گروه باشد.

## ویژگی‌های تحلیلی
هیست سایت دارای طیف وسیعی از توابع برای تحلیل و ترسیم اطلاعات کتابشناختی به شرح زیر است:
- ارائه فهرست کامل نویسندگان مقالات، موسسات و سازمان‌ها و کشورهای منتشر کننده مقالات و کلمات به همراه تمامی منابع استنادی و میزان استنادات محلی و جهانی به مقالات
- تحلیل داده‌ها برحسب سال انتشار، زبان و قالب مدارک بازیابی شده
- نمایش کلمات عنوان مقالات براساس تعداد رخدادها با استفاده از سیاههٔ کلمات بازدارنده

ویژگی‌های خاص نرم‌افزار هیست سایت در ترسیم نقشه علمی براساس تقدم زمانی است. برخی از فواید تاریخ‌نگاری علمی به کمک این نرم‌افزار را می‌توان به شرح زیر دانست:
- مشخص شدن جریان اطلاعات از گیرنده به فرستنده و بالعکس
- نمایش توسعه و پیشرفت علم
- مقایسهٔ رشد علم در سال‌های مختلف
- نمایش تاریخ علم
- مشخص شدن آثار مهم و اثرگذار در هر رشته
- نشان دادن موضوعات جدید و زمان مطرح شدن و رشد آنها

علاوه بر تحلیل‌های بالا، این نرم‌افزار قابلیت دیگری نیز دارد که بسیار مهم است. این نرم‌افزار قادر است منابع مورد استفاده در مقالات بازیابی شده را بازیابی کند و نشان دهد که کدامیک از آنها در مجموعهٔ بازیابی شده، وجود دارد و کدامیک در جستجوی انجام شده، بازیابی نشده یا اصلاً در پایگاه وب آو ساینس حضور ندارد. این قابلیت مدارکی را مشخص می‌کند که با حوزهٔ بازیابی شده در ارتباط اند، ولی در مجموعهٔ بازیابی شده و در پایگاه وب آو ساینس قرار ندارند. با استفاده از این امکان می‌توان به دریای عظیمی از مدارک مرتبط خارج از پایگاه وب آو ساینس نیز دست یافت.

## جستارها
- علم سنجی
- کتاب سنجی
- تامسون رویترز
- تحلیل استنادی